# Jaloux (chanson)
Pour les articles homonymes, voir Jalousie (homonymie).
Singles de Dadju
Mafuzzy Style
(2018) Sans thème (Remix)
(2018)
Clip vidéo
[vidéo] « Jaloux », sur YouTube
Jaloux est un single du chanteur français Dadju sorti en 2018 sur label Polydor. Il est extrait de son premier album Gentleman 2.0 a été certifié disque d'or avec 30 000 000 millions de streaming en 2018 et clip a eu plus 239 millions de vues sur YouTube,. Il a fait un remix de la chanson avec Fally Ipupa sortie sur la réédition de son deuxième album, Poison ou Antidote.

## Clip musical
Le clip de la chanson est sortie le 5 octobre 2018 sur YouTube. Le clip compte à ce jour plus de 247 917 109 vues.

## Classements et certification

### Classements
| Classement (2018)                       | Meilleure position |
| --------------------------------------- | ------------------ |
| Belgique (Wallonie Ultratop 50 Singles) | 17                 |
| Suisse (Schweizer Hitparade)            | 37                 |
| Suisse (Charts Romandie)                | 13                 |
| France (SNEP)                           | 1                  |

| Classements (2018) | Position |
| ------------------ | -------- |
| France (SNEP)      | 39       |
| Classements (2019) | Position |
| France (SNEP)      | 69       |

### Certification
| Pays          | Certification | Ventes certifiées |
| ------------- | ------------- | ----------------- |
| France (SNEP) | Diamant       | 50 000 000        |